# Kościół św. Mikołaja w Peraście

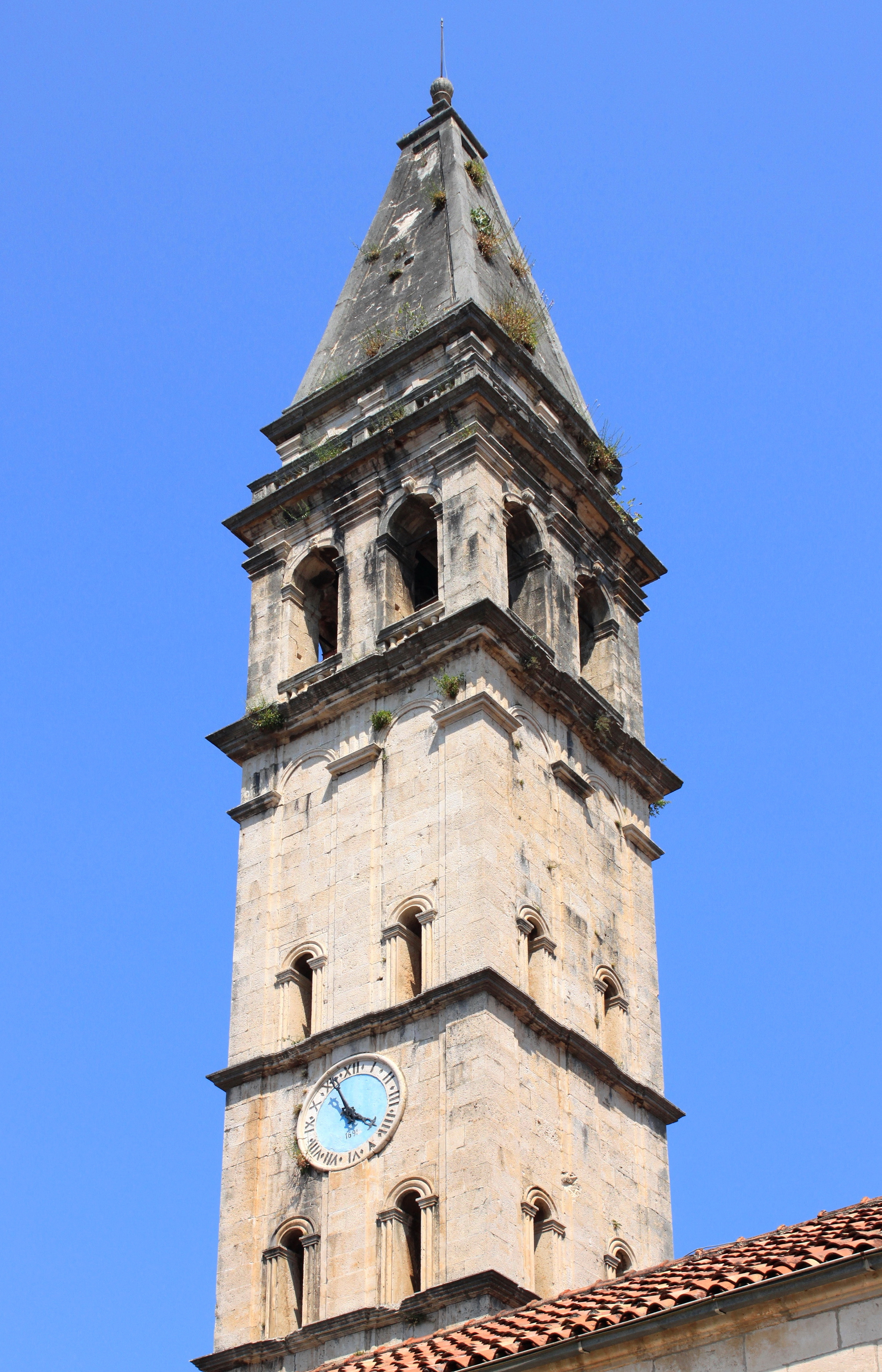
Dzwonnica kościoła św. Mikołaja

Kościół św. Mikołaja (serbsko-chorw. Sveti Nikola) – kościół (parafialny) w mieście Perast nad Zatoką Kotorską w Czarnogórze. Usytuowany w centralnej części miasta, przy jego głównym placu.
Obecny kościół, jednonawowy, z apsydą skierowaną ku południowemu wschodowi, został zbudowany w 1616 r. na miejscu starszego, pochodzącego z 1564 r. Skromne wnętrze nakryte jest płaskim, drewnianym stropem i posiada kamienną kazalnicę. W świątyni znajdują się stare organy – być może nawet z czasów budowy kościoła, gdyż pierwsza wzmianka o nich, dotycząca naprawy instrumentu, pochodzi z 1699 r.
W 1740 r. mieszkańcy Perastu położyli po jego północno-wschodniej stronie kamień węgielny pod budowę nowego kościoła, którego projekt wykonał znany wenecki architekt Giuseppe Beati. Miała to być duża, trójnawowa bazylika, a jej koszty miały sięgnąć (według tradycji) ogromnej sumy 50 tys. złotych dukatów (tj. blisko 180 kg czystego złota). Budowa przeciągała się: powstało jedynie obszerne prezbiterium z zakrystiami, a dalsze prace przerwały w 1800 r. wojny napoleońskie.
Ostatnim wybudowanym elementem zespołu jest wysoka na 55 m, siedmiokondygnacyjna dzwonnica – najwyższa na całym wschodnim wybrzeżu Adriatyku. Wzniósł ją z końcem XVII w. dalmatyński budowniczy Ivan Škarpa z wyspy Hvar. Pomimo iż dzwonnica powstała w okresie pełnego rozwoju sztuki barokowej, dominują w niej style romański i renesansowy. Wielki dzwon z 1713 r. upamiętnia pochodzących z Perastu arcybiskupów Baru, Andriję i Vićenco Zmajevićów. Dwa mniejsze dodano w roku 1797. Zegar na dzwonnicy pochodzi z Wenecji i został zainstalowany w 1730 r.
Dzisiaj w prezbiterium i zakrystii znajduje się biblioteka z bogatym księgozbiorem oraz skarbiec, gromadzący m.in. cenne sprzęty i szaty liturgiczne, ofiarowane świątyni przez tutejszych kapitanów w przeciągu XVI i XVII w. Wyróżnia się tu kolekcja malowideł Tripo Kokolji (1661-1713), sławnego malarza tworzącego głównie w Peraście.
Na zachodniej ścianie świątyni znajduje się tablica z tekstem wyrytym w narodowym języku, przypominającym zwycięstwo wojsk Perastu w obronie miasta nad znacznie liczniejszą armią turecką dnia 15 maja 1654 r. Na pamiątkę tego wydarzenia do dziś, corocznie 15 maja, odbywa się tzw. „Rzucanie koguta” – święto, które ma symbolizować ducha waleczności i mądrości, jakim wówczas wykazali się mieszkańcy miasta.
Na placu przed kościołem, od strony morza, znajdują się popiersia trzech wybitnych mieszkańców miasta: Matiji Zmajevića (1680-1735), Marka Martinovića (1663-1716) i wspomnianego wyżej Tripo Kokolji.